# Intira Jaroenpura
Intira Jaroenpura (Taí: อินทิรา เจริญปุระ, Taí nombre: Sai or Sine) (23 de diciembre de 1980 (44 años) es una actriz y cantante tailandesa. Participó y actuó en películas como filme de horror y Nang Nak en 1999. En 2007, también fue la promotora en la película King Naresuan, en que interpretó a una princesa. 

## Filmografía
- Nang Nak (1999)
- Brokedown Palace (1999)
- A Fighter's Blues, Hong Kong Cantonese title, A Fu (2000)
- The Unborn, also known as The Mother (2003)
- Six (2004)
- King Naresuan (2007)
- Sumolah (2007)
- House (2007)

## Discografía
- Nalika Sine (1995)[1]
- Sine
- D^Sine (1999)[1]